# Citroën Elysée

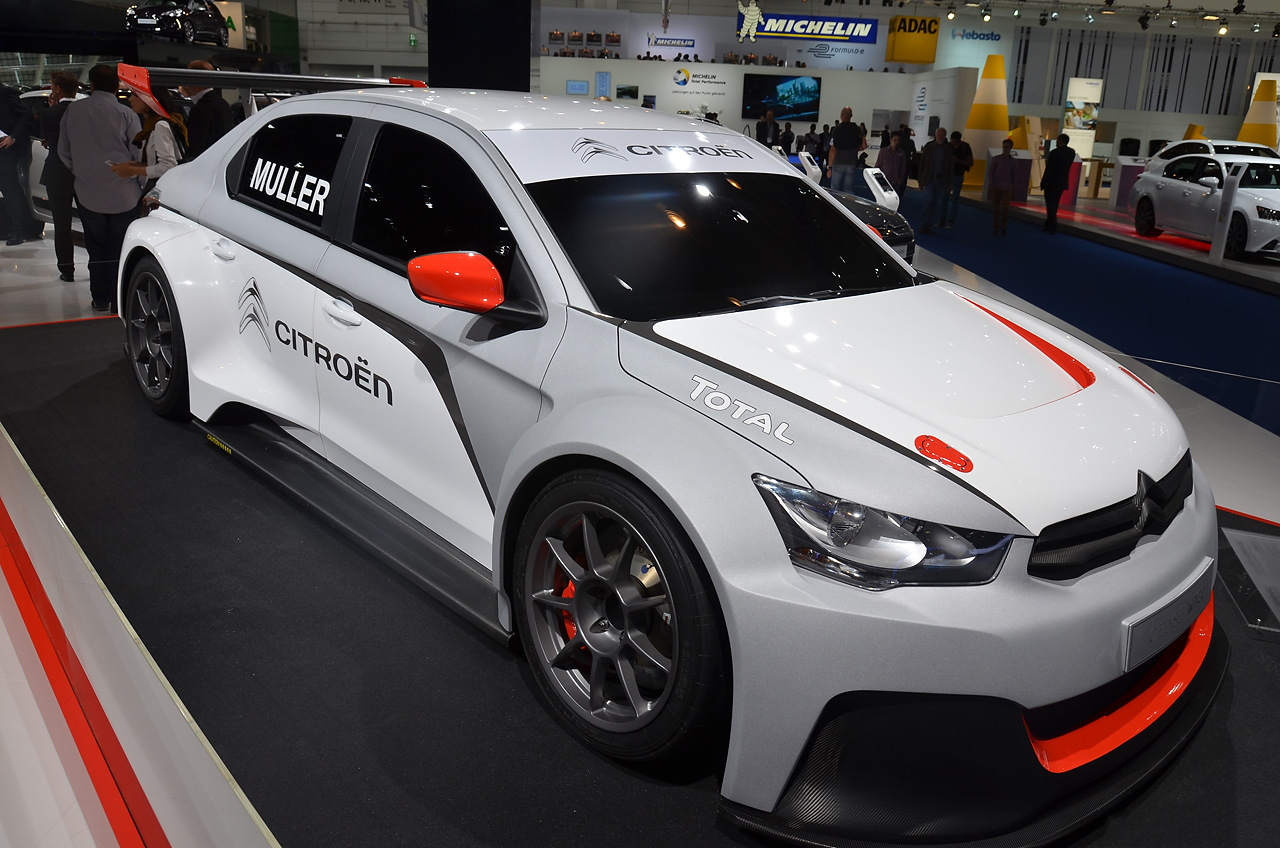
Citroen C-Elysee WTCC

Citroën Elysée — субкомпактный автомобиль, выпускавшийся французской компанией Citroen с 1992 по 2013 год. Вытеснен с конвейера моделью Citroën C-Elysée.

## Первое поколение (1992—2003)
Автомобиль Citroën Elysée впервые был представлен в 1992 году. Базовой моделью стала Citroen ZX. Мелкоузловая сборка была организована в Сянъяне. С августа 1996 года автомобиль производился в Ухани. До 2003 года автомобиль назывался Citroën Fukang.

### Галерея

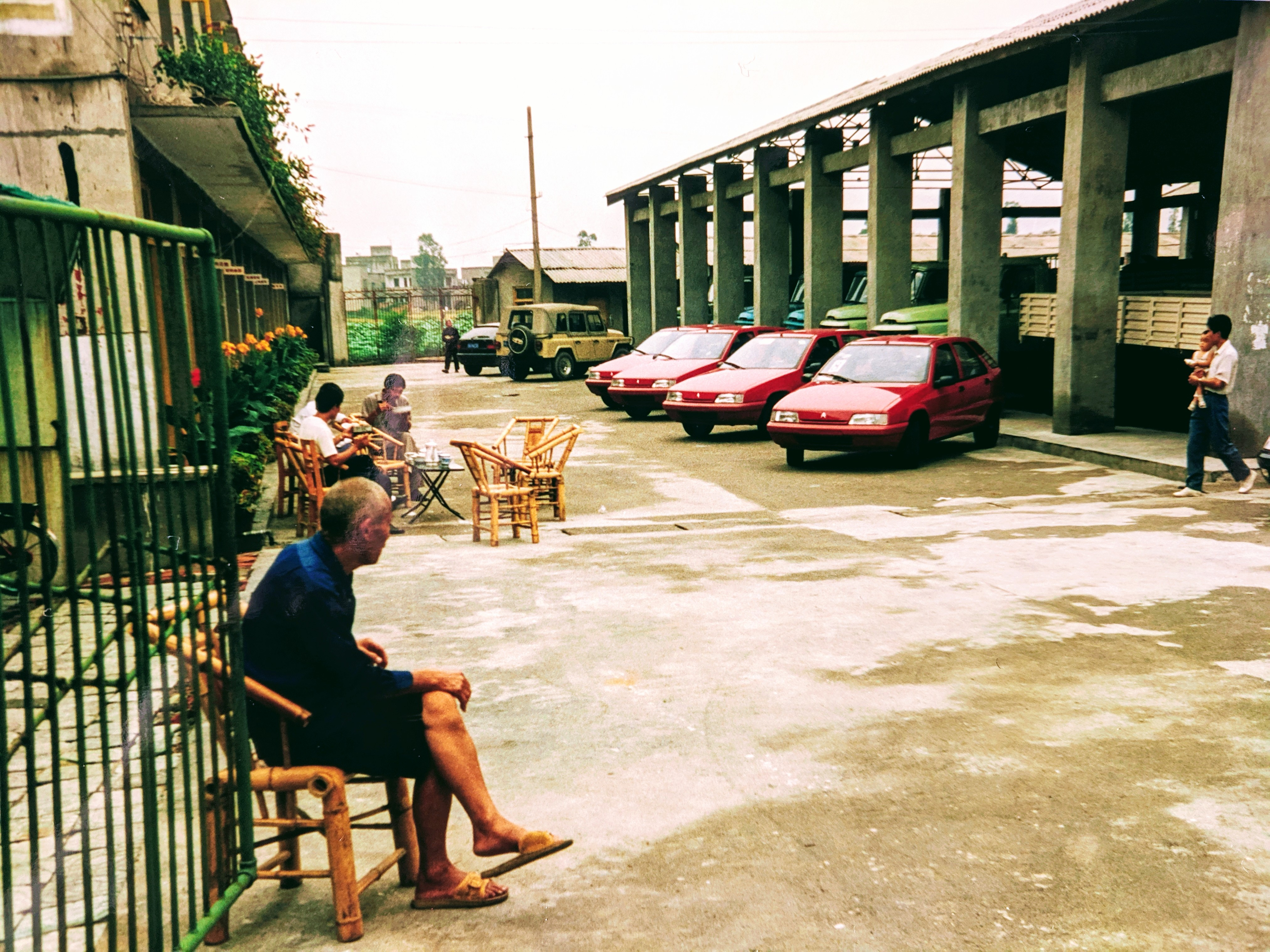
Citroën ZX Fukang
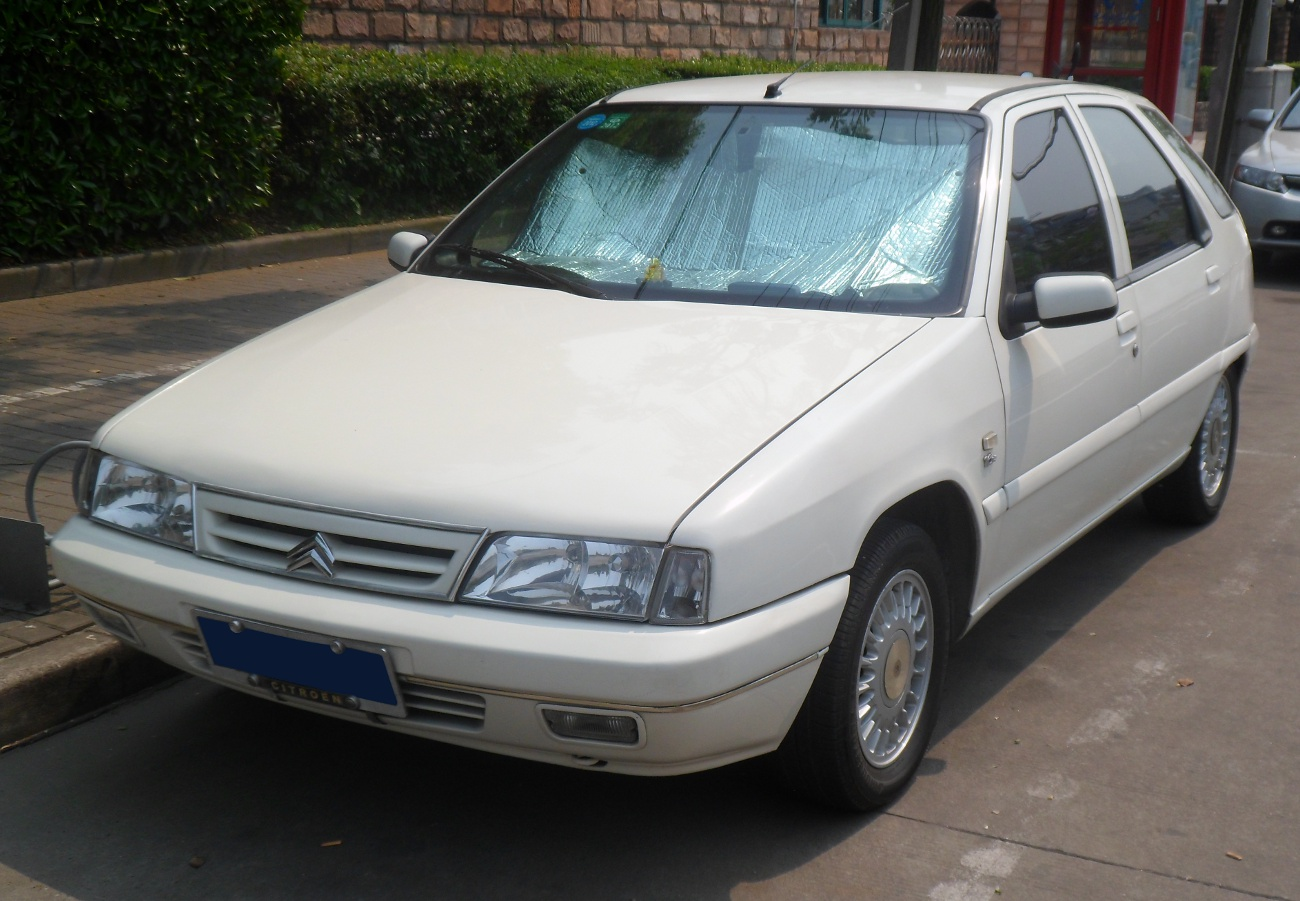
Citroën ZX Fukang
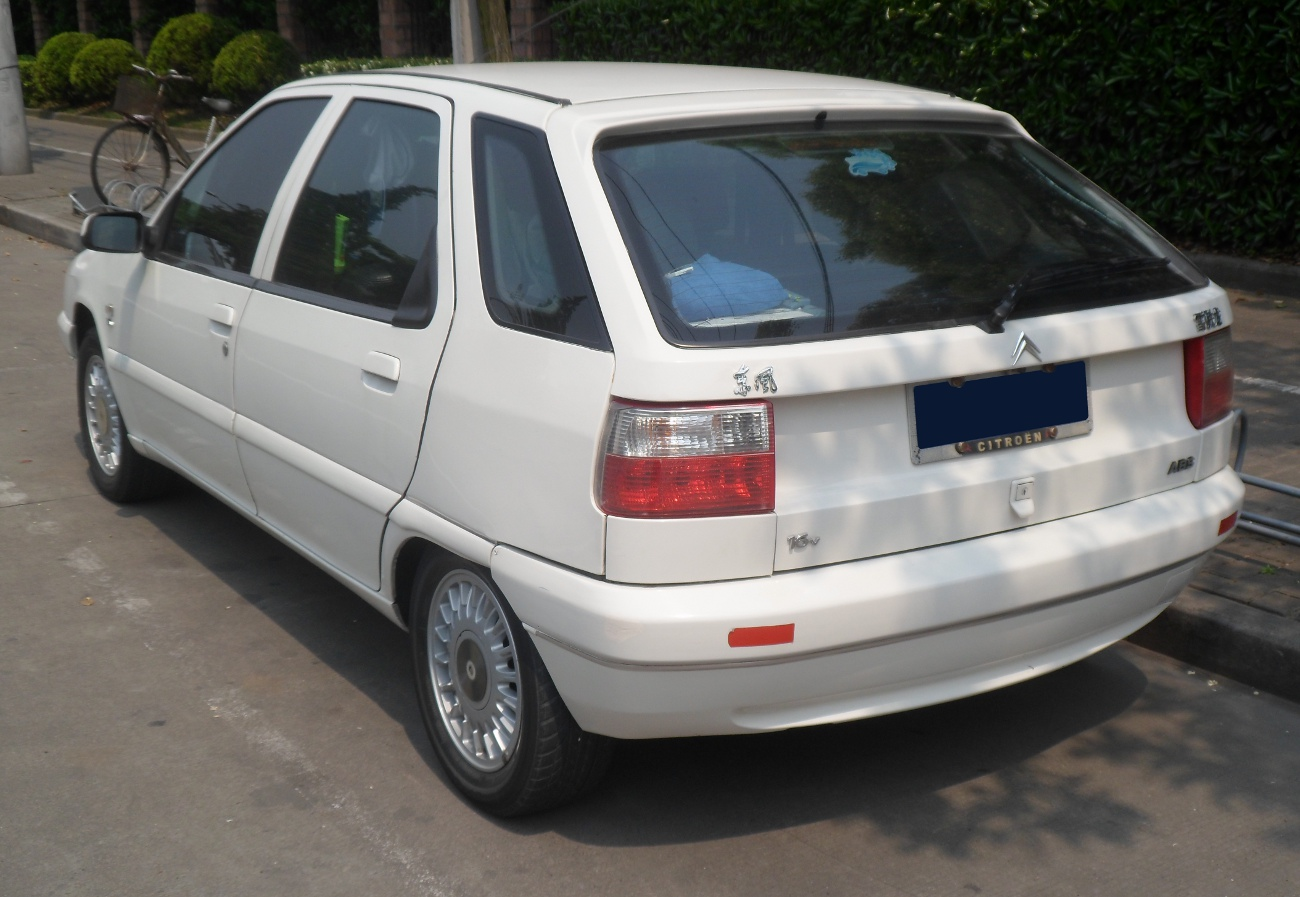
Citroën ZX Fukang
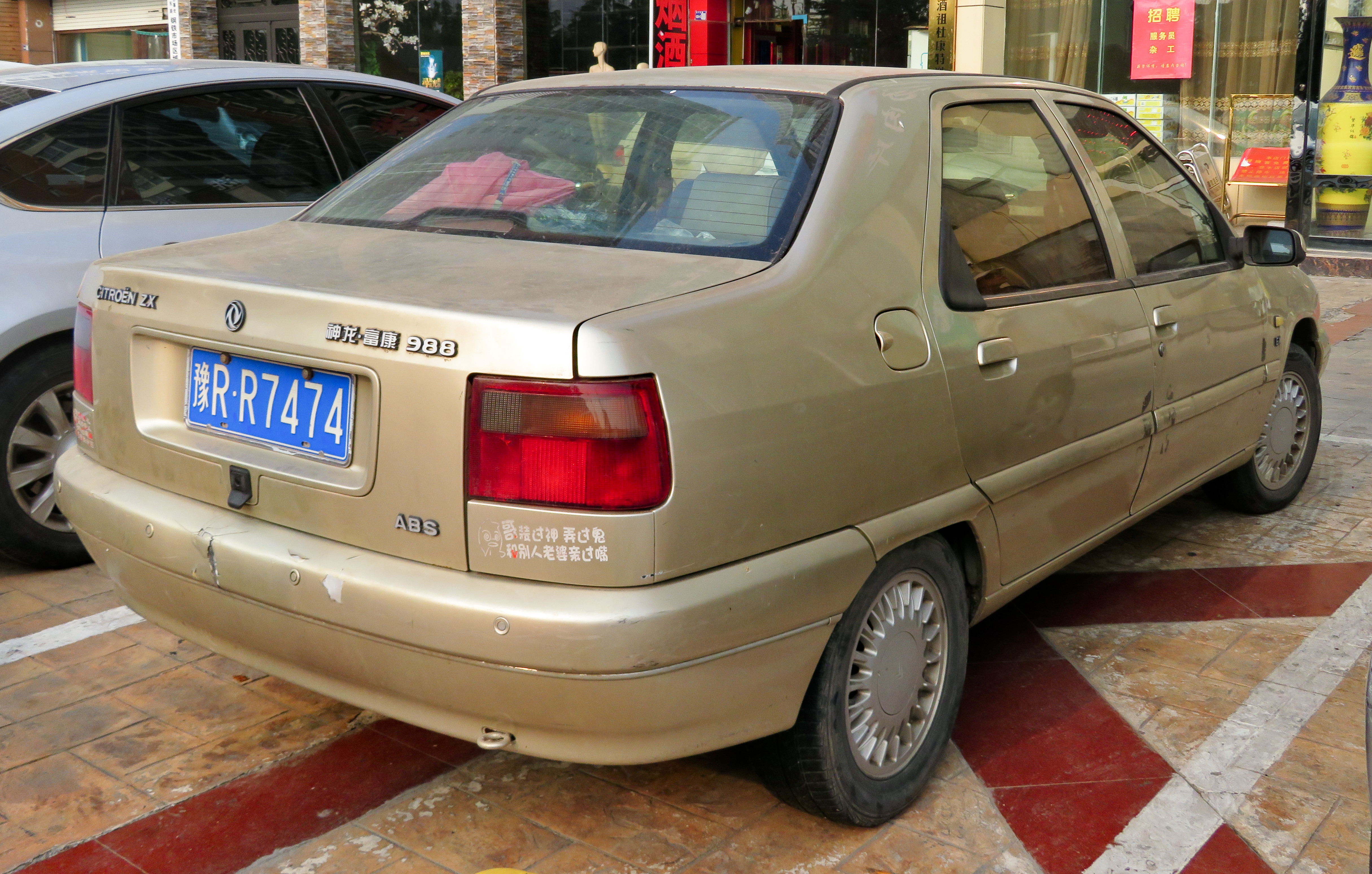
Citroën ZX Fukang

## Второе поколение (2003—2013)
В 2003 году автомобиль Citroën Fukang прошёл рестайлинг и получил индекс Citroën Elysée. Светотехника взята от модели Citroën Xantia, а приборная панель — у Citroën Xsara.
В 2008 году был представлен автомобиль C-Elysée I.

### Галерея

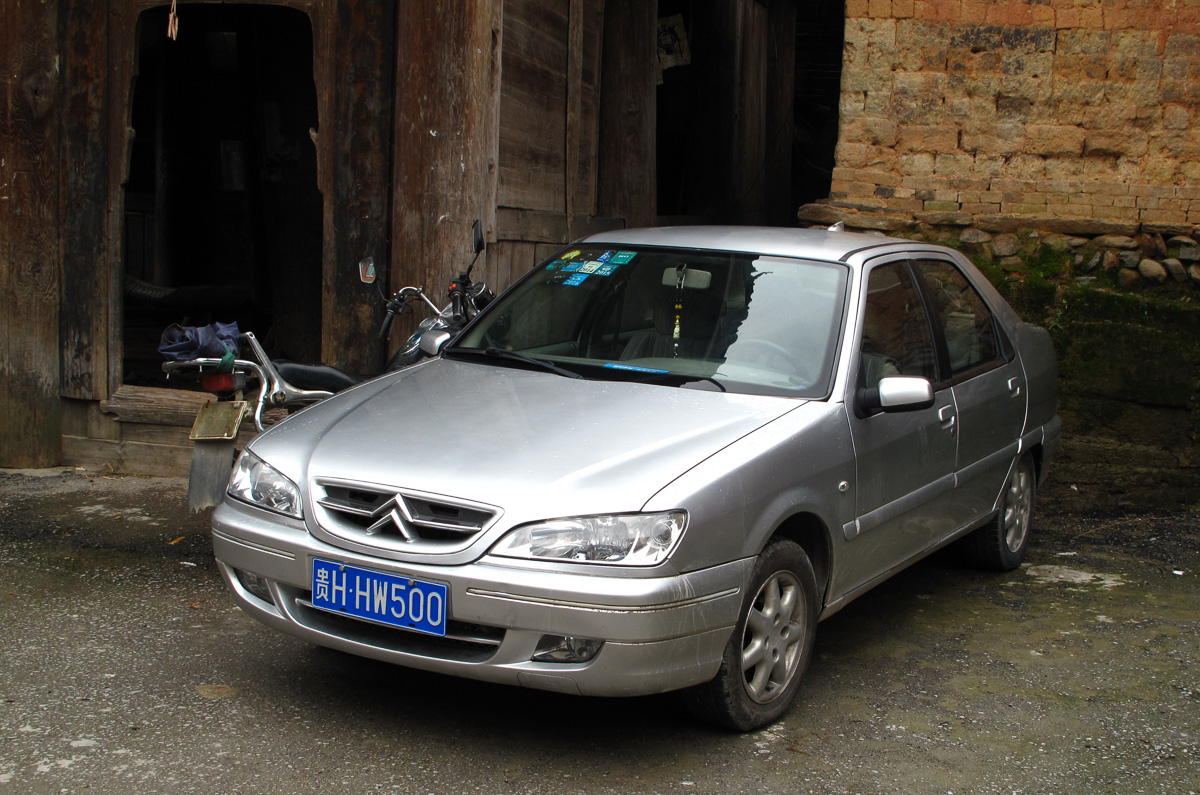
Citroën Elysée
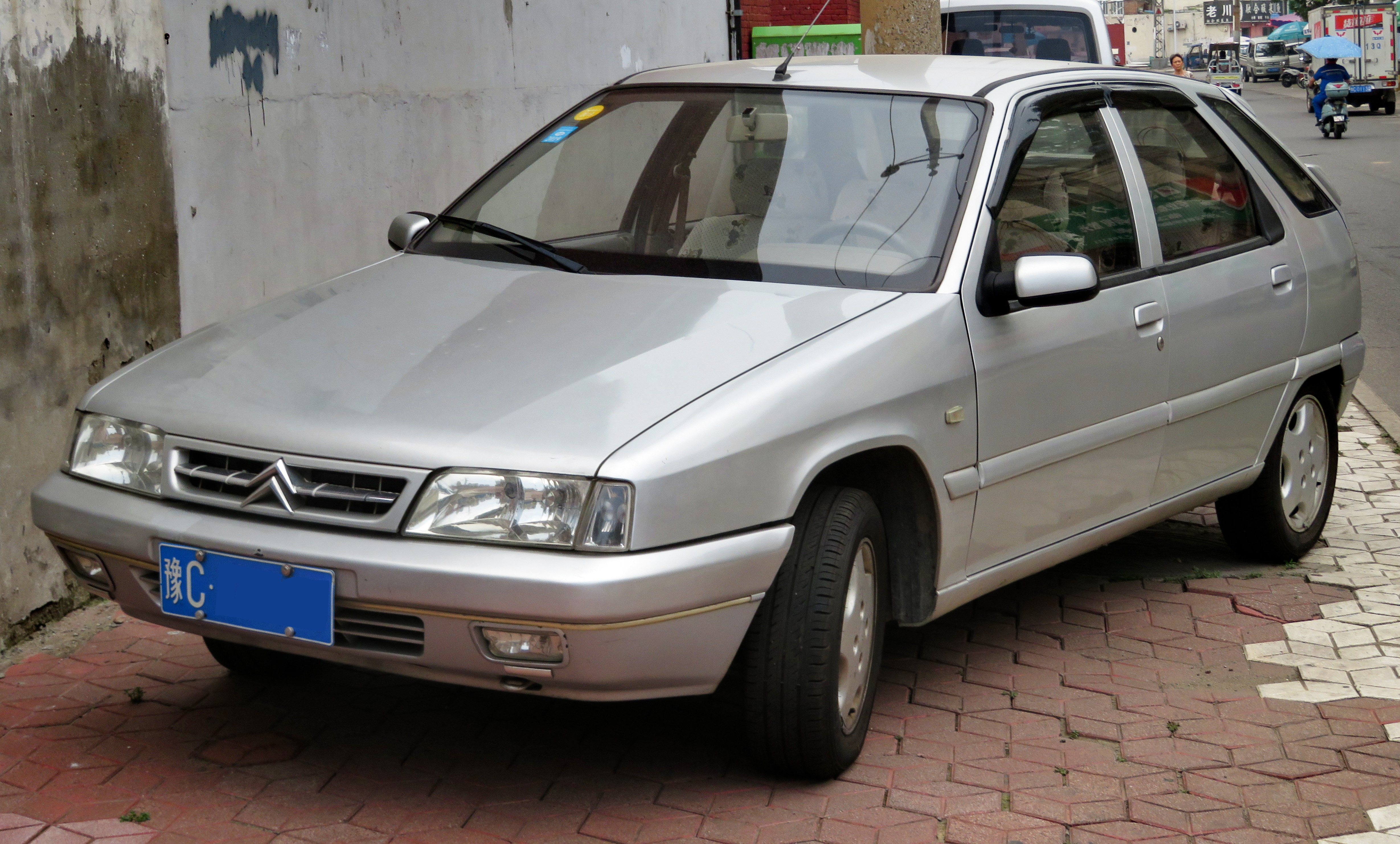
Citroën ZX Fukang phase 2
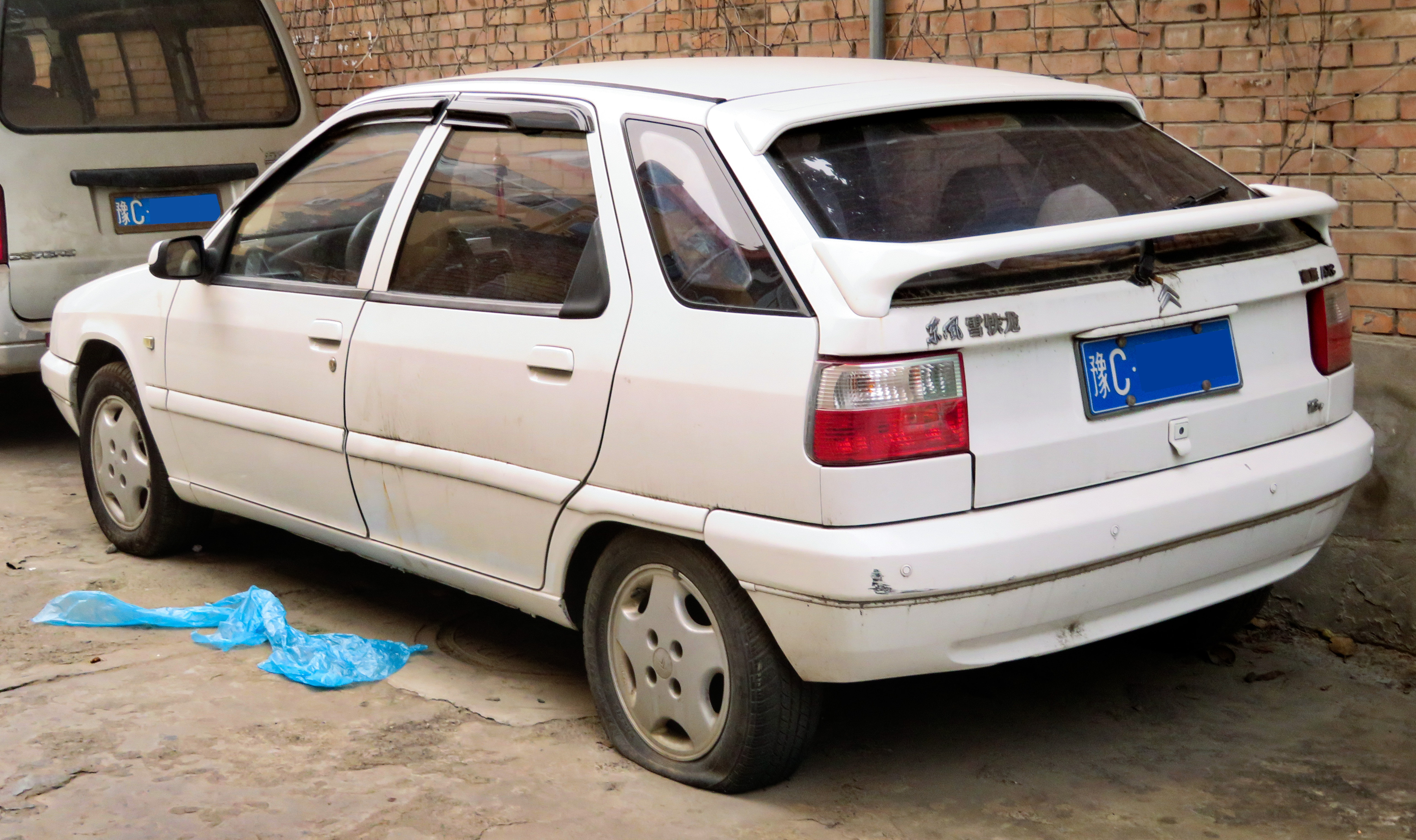
Citroën ZX Fukang phase 2
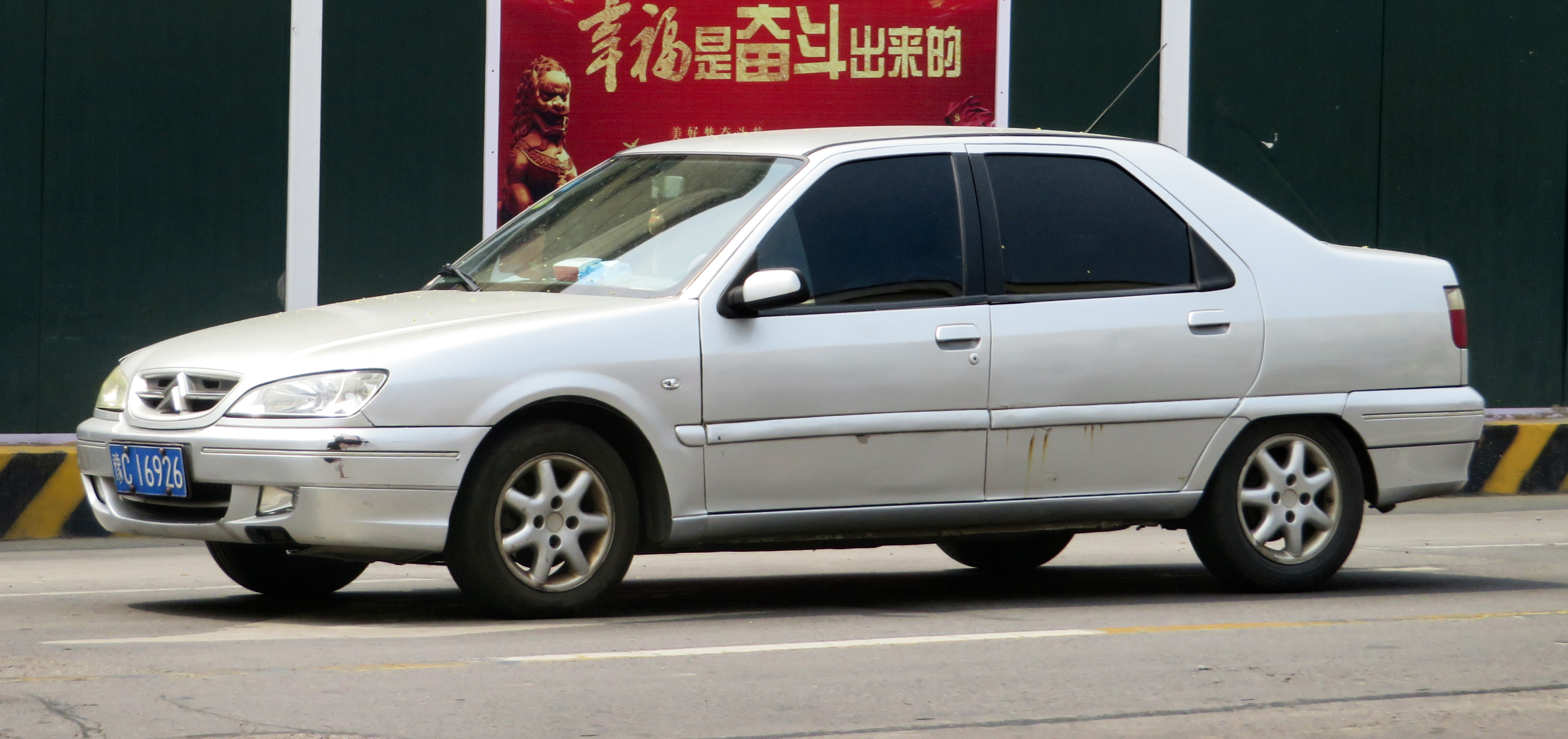
Citroën Elysée
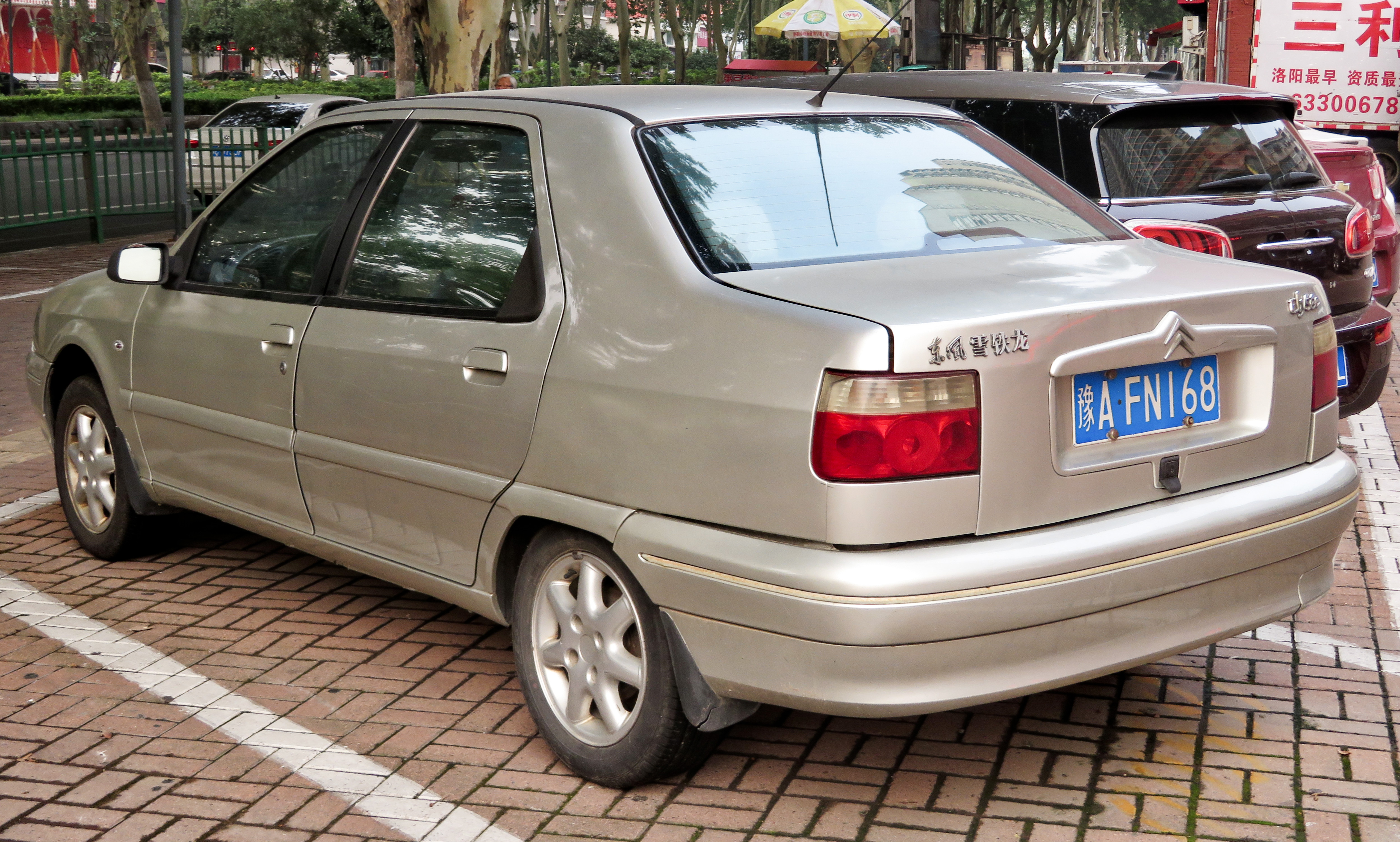
Citroën Elysée
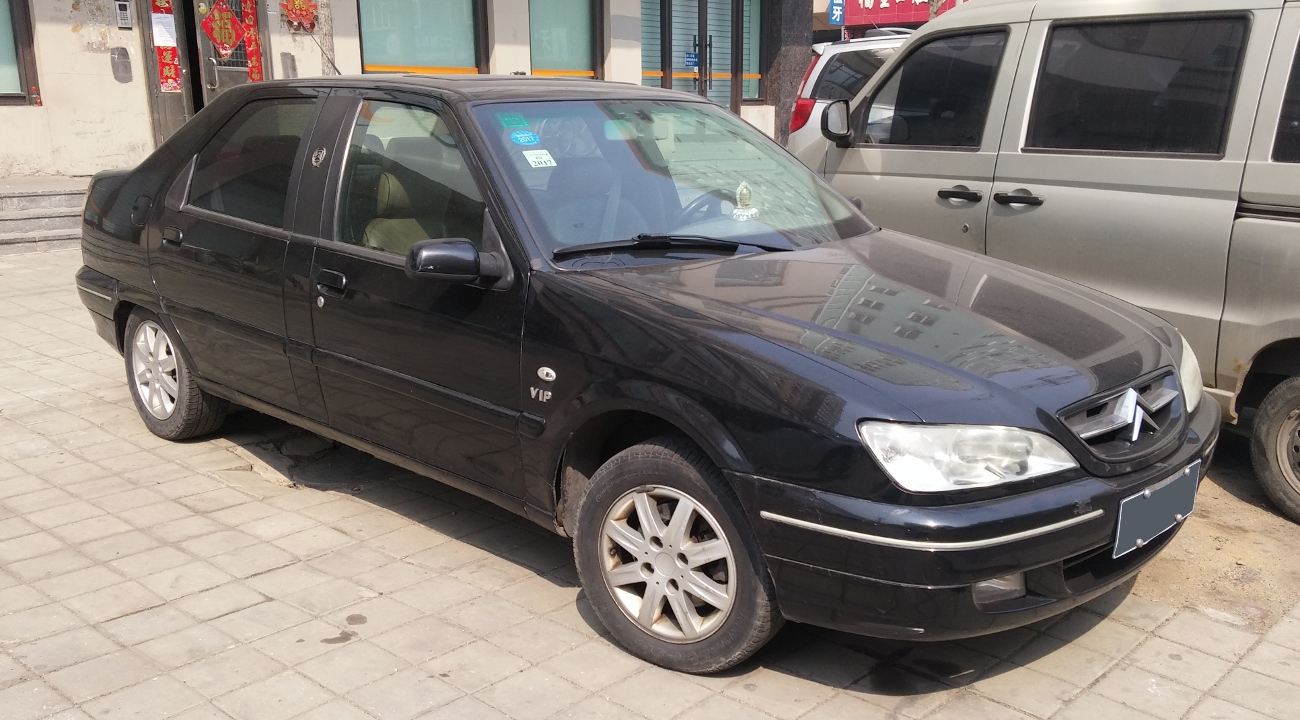
Citroën Elysée VIP
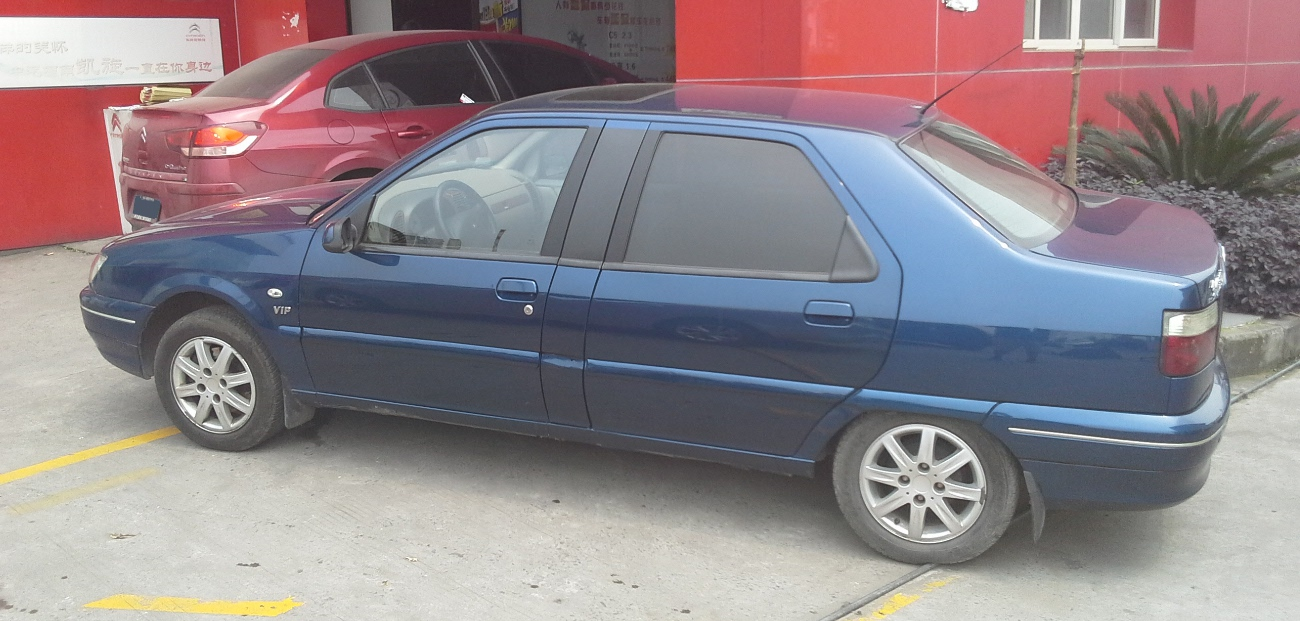
Citroën Elysée VIP